# Pierre Claude de La Gardette
Pour les articles homonymes, voir Gardette.
Pierre Claude de La Gardette (1743 - mars 1780) est un graveur sur cuivre, dessinateur d'intérieur, spécialisé dans les réalisations de planches d'architecture, ainsi qu'un marchand et éditeur d'estampes. Il collabore aux travaux de l'Académie des sciences à Paris.
Pierre Claude de La Gardette est un graveur en taille douce. Il exerce le métier d'illustrateur d'ouvrages documentaire et spécialisé dans les planches d'architecture. Son atelier de gravure est situé rue Saint-Jacques dans le quartier latin à Paris. Il réalise également de nombreux croquis et dessins d'agencement d'intérieur et de vues en perspectives sur du papier fort (kraft, bristol, carton). 
Monsieur de La Gardette est un collaborateur des plus fidèles de La Description des Arts et Métiers, grande entreprise de l'Académie des Sciences qui constitue une collection d'ouvrages sur les métiers artisanaux, publiée à l'instigation de Colbert. Cette colossale entreprise est mise en œuvre à la fin du XVIIe siècle par les membres de l'Académie des sciences, notamment Gilles Filleau des Billettes, Sébastien Truchet, Jacques Jaugeon et l’abbé Jean-Paul Bignon.
La qualité des éditions originales repose beaucoup sur la finesse des planches, dessinées et gravées sur cuivre en taille-douce par les plus habiles artistes de la deuxième moitié du XVIIIe siècle : Pierre Claude de La Gardette, Caffieri[Qui ?], Pierre Patte, Louis-Jacques Goussier, André-Jacob Roubo, etc.